# Paul Kantner
Paul Lorin Kantner (San Francisco, 1941. március 17. – San Francisco, 2016. január 28.) amerikai gitáros és énekes, a Jefferson Airplane, valamint utódegyüttesei, a Jefferson Starship és a Jefferson Starship – The Next Generation alapítója.

## Ifjúkora
Paul Lorin Kantner 1941. március 17-én született a kaliforniai San Franciscóban. Apja Paul Kantner, egy utazó ügynök, anyja Cora Lee Fortier volt. Paulnak két idősebb féltestvére – egy bátyja és egy nővére – volt. Anyja 1949-ben meghalt; későbbi visszaemlékezésében azt mondta: ahelyett, hogy elengedték volna a temetésre, a cirkuszba küldték. Mivel apja nem tudta egyedül nevelni a gyermeket, a jezsuiták bentlakásos iskolájába íratta. Paul rengeteg időt töltött az iskola könyvtárában, ahol felfedezte a sci-fi irodalmat, ami nagy hatást gyakorolt későbbi pályájára.
Kantner 1959-től 1961-ig a University of Santa Clara, 1961-től 1963-ig pedig a San Jose State College hallgatója volt. Miután félbehagyta tanulmányait, a helyi folkklubokban kezdett gitározni. San Joséban ismerkedett meg David Crosbyval, David Freiberggel és Jorma Kaukonennel, a Jefferson Airplane későbbi szólógitárosával.

## Jefferson Airplane
1965 márciusában Kantner visszatért San Franciscóba, ahol esténként a Drinking Gourd nevű klubban zenélt. Itt történt, hogy Marty Balin, egy helybeli énekes megkérdezte, hogy akar-e az együtteséhez csatlakozni. Kantner elfogadta az ajánlatot, így létrejött a Jefferson Airplane. Kantner tanácsára Jorma Kaukonen lett az együttes szólógitárosa.
Bár Kantner „csak” ritmusgitáron játszott, idővel az együttes egyik fő dalszerzőjévé vált. Olyan dalok kötődnek a nevéhez, mint a Crown of Creation, a We Can Be Together, valamint a David Crosbyval és Stephen Stillsszel közösen írt Wooden Ships. A We Can Be Togetherben hallható „up against the wall, motherfucker” sor miatt az RCA Records nem akarta kiadni az együttes Volunteers című albumát. Viszont a Hair RCA által kiadott albumváltozatán is elhangzott a fuck szó, így a kiadó megadásra kényszerült.
1970-ben az Airplane nem adott ki új albumot. Ezalatt Kantner Blows Against the Empire című szólóalbumán dolgozott. A munkában a Jefferson Airplane, a Crosby, Stills & Nash és a Grateful Dead tagjai vettek részt. Legfőbb segítője Grace Slick volt, akivel az album felvételeinek idején kezdett élettársi kapcsolatot. Az album cselekménye szerint egy fiatalokból álló csoport egy eltérített űrhajóval menekül el a Földről, hogy egy másik bolygón új életet kezdjenek. Az albumot 1971-ben a legjobb sci-finek járó Hugo-díjra is jelölték. Ugyanebben az évben született meg Slick és Kantner lánya, China Kantner.
Kantner és Slick – a Jefferson Starship név használata nélkül, de ugyanazokkal a zenészekkel – még két közös albumot készített. Az 1971-es Sunfighterrel China születését ünnepelték meg; az 1973-ban megjelent Baron von Tollbooth & the Chrome Nun címét David Crosbytól kapott beceneveik ihlették. Utóbbin David Freiberg, a Quicksilver Messenger Service énekes-basszusgitáros-billentyűse egyenrangú partnerként szerepelt Slickkel és Kantnerrel. Freiberg még idejében csatlakozott a Jefferson Airplane-hez, hogy szerepelni tudjon az együttes Thirty Seconds Over Winterland című koncertalbumán.

## Jefferson Starship
1971-ben Kantner fedezte fel Craig Chaquicót, egy tizenhét éves gitárost, aki először a Sunfighter című albumon, majd 1991-ig a Jefferson Starshipben és a Starshipben játszott. Később a smooth jazz területén sikeres szólókarriert épített fel.
1973-ban feloszlott a Jefferson Airplane. Míg Jorma Kaukonen és Jack Casady a Hot Tunával foglalkozott, addig 1974-ben a Baron von Tollbooth zenészeiből egy új együttes alakult, mely a Jefferson Starship nevet vette fel. Kantner, Slick, Freiberg és Chaquico mellett az együttes tagja volt John Barbata dobos (az Airplane utolsó dobosa) és Papa John Creach hegedűs (aki az Airplane-ben és a Hot Tunában is játszott), valamint Pete Sears basszusgitáros-billentyűs. Bár Marty Balin nem volt az együttes eredeti tagja, az első album felvételei közben ő is csatlakozott a Jefferson Starshiphez. 1974–1979 között az együttes első hat albuma bekerült az amerikai Top 20-ba. Az 1975-ben megjelent, listavezető Red Octopus lett a Jefferson Airplane/Starship legtöbbször eladott albuma.
1984-ben Kantner, a Jefferson Airplane utolsó alapító tagja is kilépett az együttesből. Pert indított korábbi zenésztársai ellen, hogy azok ne használhassák tovább a Jefferson nevet. Kantner megnyerte a pert, így az együttes új neve Starship lett. Kantner 1985-ben Balinnel és Casadyvel megalapította a KBC Bandet, melynek egyetlen albuma, a KBC Band 1986-ban jelent meg.
A KBC Band megteremtette a lehetőséget a Jefferson AIrplane újraalakulására. 1988-ban Kantner és a Hot Tuna közös koncertjén Slick is feltűnt. Ezután természetesnek tűnt az Airplane újraalakulása Balinnel (ám Spencer Dryden nélkül, akit 1970-ben kirúgtak). Az együttes új albumát, a Jefferson Airplane-t a Columbia Records adta ki, de nem aratott átütő sikert. A turnét kedvezően fogadták, de a közös munka nem tartott sokáig, és a Jefferson Airplane örökre feloszlott. 1991-ben Kantner és Balin megalapította a Jefferson Starship új változatát, a Jefferson Starship – The Next Generationt. A ma is aktívan működő együtteshez 2005-ben David Freiberg is csatlakozott.

## Diszkográfia

### Szólóalbumok
- Sunfighter (1971, Grace Slickkel)
- Baron von Tollbooth & the Chrome Nun (1973, Grace Slickkel és David Freiberggel)
- Planet Earth Rock and Roll Orchestra (1983)

### Jefferson Airplane
- Jefferson Airplane Takes Off (1966)
- Surrealistic Pillow (1967)
- After Bathing at Baxter’s (1967)
- Crown of Creation (1968)
- Bless Its Pointed Little Head (1969)
- Volunteers (1969)
- Bark (1971)
- Long John Silver (1972)
- Thirty Seconds Over Winterland (1973)
- Early Flight (1974)
- Jefferson Airplane (1989)

### Paul Kantner/Jefferson Starship
- Blows Against the Empire (1970)

### Jefferson Starship
- Dragon Fly (1974)
- Red Octopus (1975)
- Spitfire (1976)
- Earth (1978)
- Gold (1979)
- Freedom at Point Zero (1979)
- Modern Times (1981)
- Winds of Change (1982)
- Nuclear Furniture (1984)
- Jefferson Starship at Their Best (1993)

### KBC Band
- KBC Band (1986)

### Jefferson Starship – The Next Generation
- Deep Space/Virgin Sky (1995)
- Miracles (1995)
- Windows of Heaven (1999)
- Greatest Hits: Live at the Fillmore (1999)
- Extended Versions (2000)
- Across the Sea of Suns (2001)
- Deeper Space/Extra Virgin Sky (2003)